# Іґа (Міє)

І́ґа (яп. 伊賀市, いがし, МФА: [iga ɕi̥]?) — місто в Японії, в префектурі Міє. Розташоване в північно-західній частині префектури, в центрі западини Уено.   Виникло на основі стародавнього адміністративного центру провінції Іґа. В ранньому новому часі було призамковим містечком самурайського роду Тодо. Отримало статус міста 1942 року. Площа становить 558,17 км². Станом на 1 серпня 2011 року населення складало 96 374  осіб, густота населення — 173 осіб/км².  Основою економіки є сільське господарство, машинобудування, автомобілебудування, комерція, туризм. Традиційні ремесла — гончарство. В місті розташовані замок Уено, музей Мацуо Басьо, гарячі джерела, синтоїстське святилище Аекуні. Один з середньовічних осередків японського мистецтва таємного ведення війни ніндзя.

## Цікаві факти
В Іґа знаходиться історично найбільш відома в Японії школа ніндзіцю.

## Уродженці
- Мацуо Басьо — поет.